# BackTrack
BackTrack je Linux distribucija bazirana na Ubuntuu odnosno Debianu naminenjena radu u području IT sigurnosti, prvenstveno za penetracijska testiranja, digitalnu forenziku i istragu. Koristi KDE sučelje i posjeduje mnoštvo sigurnosnih i forenzičkih alata, a kolekciju alata moguće je jednostavno ažurirati i proširivati preuzimanjem iz online repozitorija.
BackTrack je nastao spajanjem Auditor Security Linuxa s WHAX-om (nekadašnji Whoppix).
Aktualna verzija BackTrack 5 dostupna je od 10. svibnja 2011. godine.
BackTrack 5 je moguće instalirati i koristiti kao primarni operativni sistem, ili ga pokretati s LiveDVD-a ili USB medija.
Izuzetno je popularan među profesionalnim penetracijskim testerima, vladinim agencijama kao i entuzijastima na polju informatičke sigurnosti.

## Također pogledajte
- digitalna forenzika

## Vanjske poveznice
- BackTrack-Linux.org
- Backtrack 5 Distribucija